# Eduardo Flores
Eduardo Flores (La Plata, 23 april 1944 – 20 januari 2022) was een Argentijns voetballer.
Flores begon zijn profcarrière in 1962 bij Estudiantes. Hij maakte deel uit van het team onder leiding van Osvaldo Zubeldía, dat de Metropolitano van 1967 won en van 1968 tot 1970 winnaar was van de CONMEBOL Libertadores. Hij miste de wedstrijd om de intercontinentale beker van 1968 tegen Manchester United die Estudiantes won, maar speelde wel in de gewelddadige wedstrijd tegen AC Milan van 1969 en tegen Feyenoord Rotterdam in 1970 die de club telkens  verloor.
In 1972 ging hij naar het Franse Nancy en nadien naar Toulouse, waar hij zijn carrière beëindigde.

## Erelijst
Estudiantes de La Plata
- Primera División: Metropolitano 1967
- CONMEBOL Libertadores: 1968, 1969, 1970
- Copa Interamericana: 1969